# Слънчево (филм)
„Слънчево“ е български игрален филм  (комедийна драма) от 2013 година по сценарий и режисура на Илия Костов. Оператор е Ярослав Ячев.

## Актьорски състав
- Лилия Маравиля – Дима
- Роберт Янакиев – д-р Йотов
- Богомил Спиров – Слав
- Лили Иванова - Шопкинята
- Стефан Попов – шофьор на камион
- Досьо Досев - бащата на Златан
- Васил Банов - полковникът
- Ириней Константинов – приятел на доктор Йотов
- Теменуга Первазова –
- Юлия Маринова – Мими
- Кондьо – Кондьо